# Olavius nivalis
Olavius nivalis is een ringworm uit de familie van de Naididae. De wetenschappelijke naam van de soort is voor het eerst geldig gepubliceerd in 2007 door Erséus & Bergfeldt.